# Charles Deckers
Charles Deckers (Antwerpen, 26 december 1924 - Tizi Ouzou, 27 december 1994) was een Vlaamse witte pater die vermoord werd bij een terreuractie van de GIA. Hij werkte vele jaren in Algerije en pleitte vooral voor rechten van meisjes en vrouwen, alsook voor een goede verstandhouding tussen christenen en islamieten.

## Levensloop
Hij werd geboren als derde in een gegoed gezin en groeide op in Antwerpen, waar hij school liep aan het Onze-Lieve-Vrouwecollege van de paters jezuïeten. 
Als jongeling werd hij tijdens de Tweede Wereldoorlog opgepakt, omdat hij het verbod naar de radio te luisteren, overtrad.
Na zijn humaniora deed hij zijn intrede bij de congregatie van de witte paters (Sociëteit van Missionarissen van Afrika). In 1949 legde hij zijn geloften af, en werd naar Algerije gestuurd. Hij bestudeerde er de islam en om beter met de bevolking te kunnen samenwerken leerde hij de berbertalen. In de turbulente Algerijns-Franse relatie, net voor de onafhankelijkheid van Algerije, koos hij de zijde van de Algerijnse jongeren. Alhoewel vele Europese missionarissen bij de onafhankelijkheid in 1962 het land verlieten, besliste Deckers om te blijven. Hij beleefde van nabij de interne strijd tussen het centrale regime in Algiers en de Berbers bij wie hij verbleef. Doordat hij de zijde van de Berberjongeren koos, werd hem in 1976 verboden nog langer in Kabylië te blijven. Een jaar later, in 1977, werd hij door het regime verbannen.
Terug in Brussel concentreerde hij zich op de relatie tussen het christendom en de islam. Na een verblijf in Jemen mocht hij omstreeks 1987 terug naar Algiers. Ook daar bleef hij een sterk pleitbezorger van een dialoog tussen de godsdiensten, maar moest met lede ogen toezien hoe islamitische fanatici zoals het FIS aan belang wonnen.

## Moord
Deckers zag in 1991 ter plaatse het ontstaan van de Algerijnse Burgeroorlog. Toen hij op 27 december 1994 vanuit Algiers zijn medebroeders in Tizi Ouzou bezocht, viel de terreurgroep GIA er binnen en werd hij, samen met drie Franse witte paters, doodgeschoten. Hij werd ter plaatse begraven, waarbij duizenden moslims de uitvaartplechtigheid van de vier vermoorde paters bijwoonden.

Op de grafsteen werd een uittreksel gebeiteld, uit het Nieuwe Testament volgens Johannes:"Geen groter liefde kan iemand hebben, dan hij die zijn leven geeft voor zijn vrienden" (Johannes, 15,13).

## Zaligverklaring
Op 8 december 2018 werd pater Deckers samen met achttien andere martelaren door kardinaal Giovanni Becciu zalig verklaard. Dit gebeurde in de Algerijnse stad Oran, in aanwezigheid van de Antwerpse bisschop Johan Bonny, een twintigtal imams, evenals de Algerijnse minister van Religieuze Aangelegenheden.